# ERC Hoeilaart
ERC Hoeilaart is een Belgische voetbalclub uit Hoeilaart. De club is aangesloten bij de KBVB met stamnummer 1740 en heeft geel en zwart als kleuren.

## Geschiedenis
Begin jaren 30 sloot Racing Club Hoeilaart zich aan bij de Belgische Voetbalbond, en kreeg er stamnummer 1740 toegekend. Rond 1941 sloot zich in Hoeilaart nog een club aan bij de Belgische Voetbalbond, namelijk Eendracht Hoeilaart, met stamnummer 2989. RC Hoeilaart bleef de volgende decennia met wisselend succes in de provinciale reeksen spelen. De club trof er verschillende keren Eendracht Hoeilaart aan in zijn reeks.
De twee Hoeilaartse clubs speelden voor het laatst samen in 2000/01 in Derde Provinciale, nadat Eendracht Hoeilaart vanuit Tweede was gedegradeerd. KRC Hoeilaart won in 2001 zijn reeks en promoveerde naar Tweede Provinciale. In 2002 besloten beide clubs samen te gaan. De fusieclub werd Eendracht Racing Club Hoeilaart genoemd en speelde verder met stamnummer 1740 in Tweede Provinciale.
Enkele seizoenen later zakte ERC Hoeilaart naar Derde Provinciale, waar het verschillende seizoenen bleef spelen, tot men dankzij een titel in 2013 terug naar Tweede Provinciale promoveerde.
In het seizoen 2014/15 dwong ERC Hoeilaart via de eindronde de promotie af naar Eerste Provinciale. Ze speelden er twee seizoenen waarna de promotie werd bekomen door als tweede te eindigen (seizoen 2016/2017) en rechtstreeks naar 3 de Klasse Amateurs te stijgen nadat twee ploegen (Halle en Pepingen) fusioneerden. Jammer genoeg was het maar voor één seizoen.

## Bekende (ex-)spelers
- David Hubert
- Sandy Walsh